# Marinos Antypas
Marinos Antypas (griechisch Μαρίνος Αντύπας, * 1872 in Ferendinata, Kefalonia; † 8. März 1907) war ein griechischer Journalist und einer der ersten sozialistischen Aktivisten des Landes.
Andypas wurde in der Ortschaft Ferendinata (heute zu Pylaros) auf Kefalonia geboren und wuchs in kleinbürgerlichen Verhältnissen auf. Sein Vater war der Schreiner und Holzbildhauer Spyros Antypas, die Mutter Angeliki Klada. Die Familie zog nach Argostoli, wo er im Juni 1890 den Schulabschluss am Gymnasium machte. Anschließend schrieb er sich an der Athener Universität für ein Jurastudium ein, wo seine politischen und sozialen Ansichten von Beginn an als sozialistisch charakterisiert wurden. Zusammen mit einigen Kommilitonen beteiligte er sich am Aufstand in Kreta 1896 gegen das Osmanische Reich, von wo er ein Jahr später mit einem Thoraxtrauma zurückkehrte. Am 14. September 1897 organisierte er eine Kundgebung auf dem Athener Omonia-Platz, wo er die Rolle der königlichen Familie und der Großmächte im Türkisch-Griechischen Krieg kritisierte. Dies brachte ihm ein Jahr Gefängnis ein. Nach seiner Haftentlassung wurde er erneut wegen angeblicher Anstiftung zum versuchten Mord an König Georg I. verhaftet.
1898 brach er sein Studium ab und kehrte nach Kefalonia zurück, wo er die Zeitschrift Anastasis (Ανάστασις ‚Auferstehung‘), die wegen eines Artikels, in dem er Politik und Justiz erneut für die Kriegsniederlage verantwortlich machte, verboten wurde.
1903 reiste Antypas nach Bukarest, wo sein Onkel Georgios Skiadaresis lebte. Man nimmt an, dass er es war, der seinen Onkel zum Kauf von rund 30.000 Hektar Land in Thessalien, in der Gegend von Tembi überredete. Im selben Jahr setzte er in Kefalonia seine Zeitschrift fort und gründete den „Volkslesesaal Isotis“ (‚Gleichheit‘), eine Art Volksschule. Er kandidierte 1906 erfolglos als Abgeordneter für den Bezirk Kranea auf Kefalonia für das griechische Parlament.
Anschließend zog er nach Thessalien, wo er auf dem Gut seines Onkels Aufseher wurde. Hier schuf er für die Landarbeiter bessere Arbeitsbedingungen wie einen freien Sonntag und die Vergütung von 75 % des Ertrags (im Gegensatz zu den gesetzlich vorgeschriebenen 25 %) und erließ ihnen ihre Schulden. Gleichzeitig begann er, in den Dörfern der Thessalischen Ebene vor Landarbeitern zu sprechen und sie für den Kampf um bessere Arbeitsbedingungen zu mobilisieren. Mit seinem Kampfgeist zog er sich den Hass der Großgrundbesitzer zu, die anfangs versuchten, ihn mittels Empfehlungen durch Gendarmerie und der Präfekturverwaltung aufzuhalten. Unbeeindruckt setzte Antypas seine Arbeit fort, was in einer Kundgebung Anfang 1907 in Laspochori gipfelte.
Die Großgrundbesitzer Thessaliens, die ihre Versuche, Antypas zu stoppen, gescheitert sahen, besprachen am 8. März 1907 in Pyrgetos (heute zur Gemeinde Tembi) seine Ermordung. Sie beauftragten den Werksleiter Ioannis Kyriakos, einen Streit zu provozieren und ihn dabei zu erschießen. Damit sollte sich Kyriakos auf Notwehr berufen können, um vor Gericht freigesprochen zu werden, was auch gelang. Antypas’ letzte Worte waren „Gleichheit, Brüderlichkeit, Freiheit“. Die Ermordung Antypas' löste in ganz Griechenland Kundgebungen und Proteste aus.
Nach dem Tod von Antypas verkaufte sein Onkel das Landgut in Thessalien.

## Rezeption
Antypas Wirken und sein Tod gingen als Motive in den griechischen Film Blutendes Land (Το χώμα βάφτηκε κόκκινο To chóma váftike kókkino) ein, der 1965 mit Nikos Kourkoulos in der Hauptrolle entstand und 1966 für den Oscar als bester fremdsprachlicher Film nominiert war.
In der Nähe seines Heimatorts, in Agia Effimia auf Kefalonia erinnert eine Statue an Antypas.
1983 verausgabte die griechische Post (ELTA) eine Briefmarke mit dem Konterfei von Antypas.